# Epelis wolfiaria
Epelis wolfiaria là một loài bướm đêm trong họ Geometridae.